# Vertigine (Elodie)
Vertigine è un singolo della cantante italiana Elodie, pubblicato il 24 settembre 2021 come primo estratto dal quarto album in studio OK. Respira.

## Descrizione
Il brano è stato scritto da Elisa, Dardust e Tropico ed è stato definito una «ballata moderna» in cui vengono espressi i cambiamenti avvenuti nella vita dell'artista, tramite un processo creativo che ha descritto:
Riguardo al significato del testo, l'artista ha spiegato che racconta «la difficoltà che si ha con se stessi, di come sia necessario imparare ad accettarsi. Una parte di me primeggia prepotente sull'altra, l'una schiava dell'altra. [...] Io ho un'ansia da prestazione infinita, spero di divertirmi nel fare quello che faccio, un po' me lo merito».

## Promozione
Il brano è stato eseguito per la prima volta dal vivo in occasione della partecipazione di Elodie alla trasmissione Da Grande, condotta da Alessandro Cattelan.
Il 30 maggio 2022, nel corso de tre concerti-evento all'Arena di Verona per l'Heroes Festival 2022 diretti da Elisa, la cantante ha eseguito assieme ad Elodie i singoli Vertigine e Bagno a mezzanotte. Successivamente le due versioni sono state inserite nell'album dal vivo di Elisa Back to the Future Live, uscito il 16 settembre dello stesso anno.

## Video musicale
Il video, diretto da Attilio Cusani, è stato reso disponibile il 23 settembre 2021 attraverso il canale YouTube della cantante.
Il 3 novembre dello stesso anno è uscito quello per la versione dal vivo, girato presso il Sasso Pordoi.

## Tracce
Testi e musiche di Elisa Toffoli, Dario Faini e Davide Petrella.
1. Vertigine – 3:37

## Classifiche
| Classifica (2021) | Posizione massima |
| ----------------- | ----------------- |
| Italia            | 40                |